# 第44回国民体育大会
第44回国民体育大会（だい44かいこくみんたいいくたいかい）は、1989年に開催された国民体育大会である。今大会は史上4回目の完全国体で、テーマは「はまなす国体」、スローガンは「君よ今、北の大地の風となれ」。テーマ名は北海道の花（道花）の「ハマナス」にちなんで付けられた。

## 大会概要
| 季    | 期間                    | 開催地          | 競技数 | 参加者数 |
| ----- | ----------------------- | --------------- | ------ | -------- |
| 冬    | 1989年1月28日 - 1月31日 | 北海道帯広市    | 2      | 2,114    |
| 冬    | 1989年2月19日 - 2月22日 | 北海道旭川市    | 2      | 2,179    |
| 夏    | 1989年9月3日 - 9月6日   | 北海道（6市町） | 5      | 5,243    |
| 秋    | 1989年9月17日 - 9月22日 | 北海道          | 33     | 20,359   |
| 合 計 | 合 計                   | 合 計           | 42     | 29,895   |

## 実施競技
- 陸上競技
- 水泳
- サッカー
- スキー
- テニス
- 漕艇
- ホッケー
- ボクシング
- バレーボール
- 体操
- バスケットボール
- スケート
- アイスホッケー
- レスリング
- ヨット
- ウェイトリフティング
- ハンドボール
- 自転車競技
- ソフトテニス
- 卓球
- 軟式野球
- 相撲
- 馬術
- フェンシング
- 柔道
- ソフトボール
- バドミントン
- 弓道
- ライフル射撃
- 剣道
- ラグビー
- クレー射撃
- 高校野球（公開競技）
- カヌー
- 山岳競技
- アーチェリー
- 空手道
- 銃剣道
- なぎなた
- ボウリング

## イベント
- 1月25日、蘭越町開基90周年記念90キロリレーマラソン大会
- スポニチ旗争奪 はまなす国体記念少年軟式野球大会
- 南富良野町はまなす国体メモリアルコンペティションカヌー競技会

## 主な競技会場
- 札幌厚別公園競技場
- 真駒内屋内競技場
- 函館競輪場
- 江差港マリーナ（ヨット競技）

## 主な式典音楽
- ファンファーレ・アンド・マーチ「ルネッサンス」（小長谷宗一）
- イメージソング「北から」（村上智恵子・河邨文一郎／渡辺博也／芹洋子）

- 「はまなすマーチ」（合唱付）（廣瀬量平／上埜孝）
- 「炬火賛歌」・「君よ今」（合唱付）（廣瀬量平／上埜孝）
- 開・閉会式・集団演技マーチングバンド「季節の中で」、「大空と大地の中で」、「長い夜」（松山千春）

## 総合成績

### 天皇杯
- 1位 - 北海道
- 2位 - 東京都
- 3位 - 神奈川県

### 皇后杯
- 1位 - 北海道
- 2位 - 東京都
- 3位 - 大阪府